# Ballota hirsuta

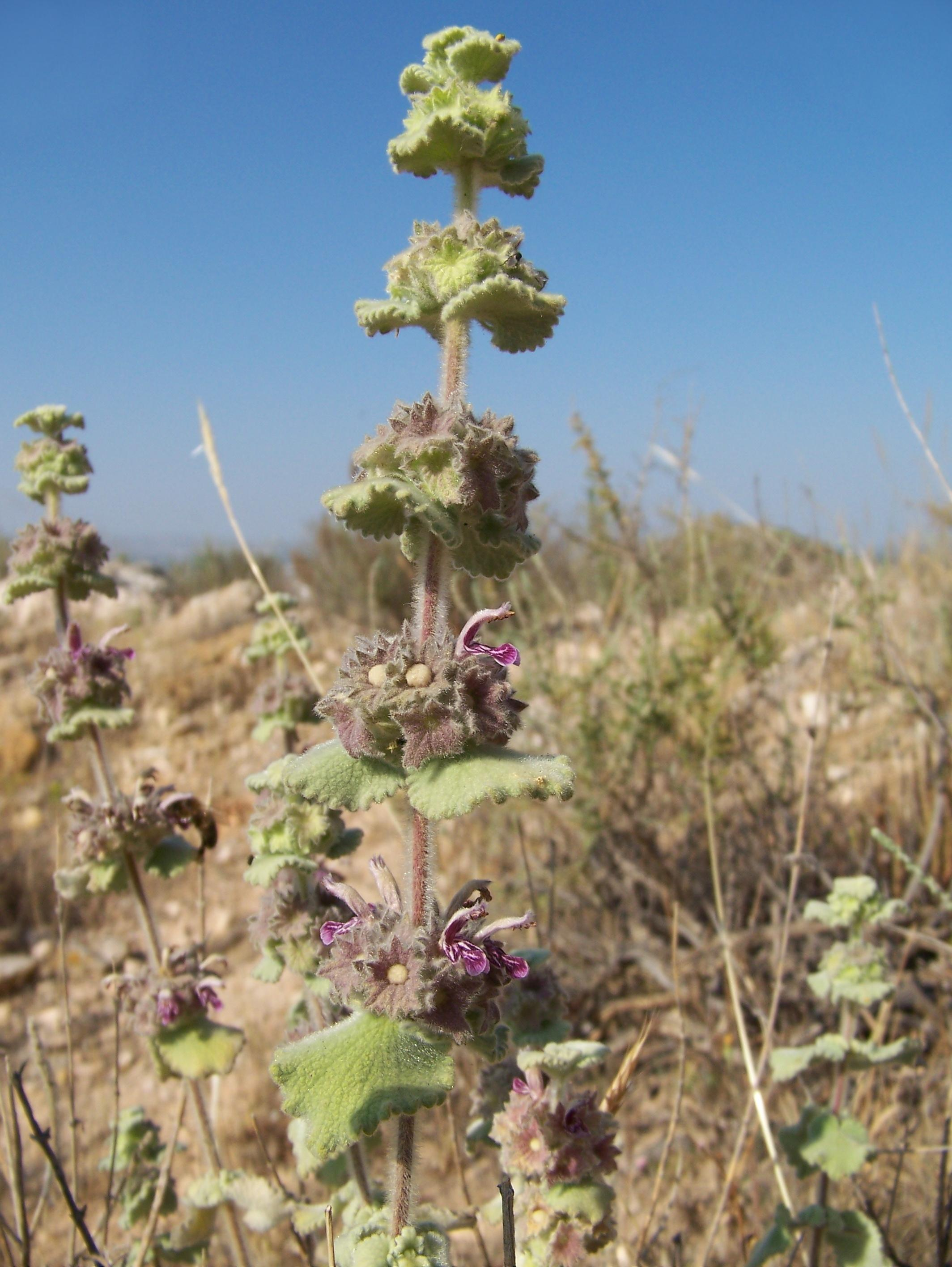
Escap floral.

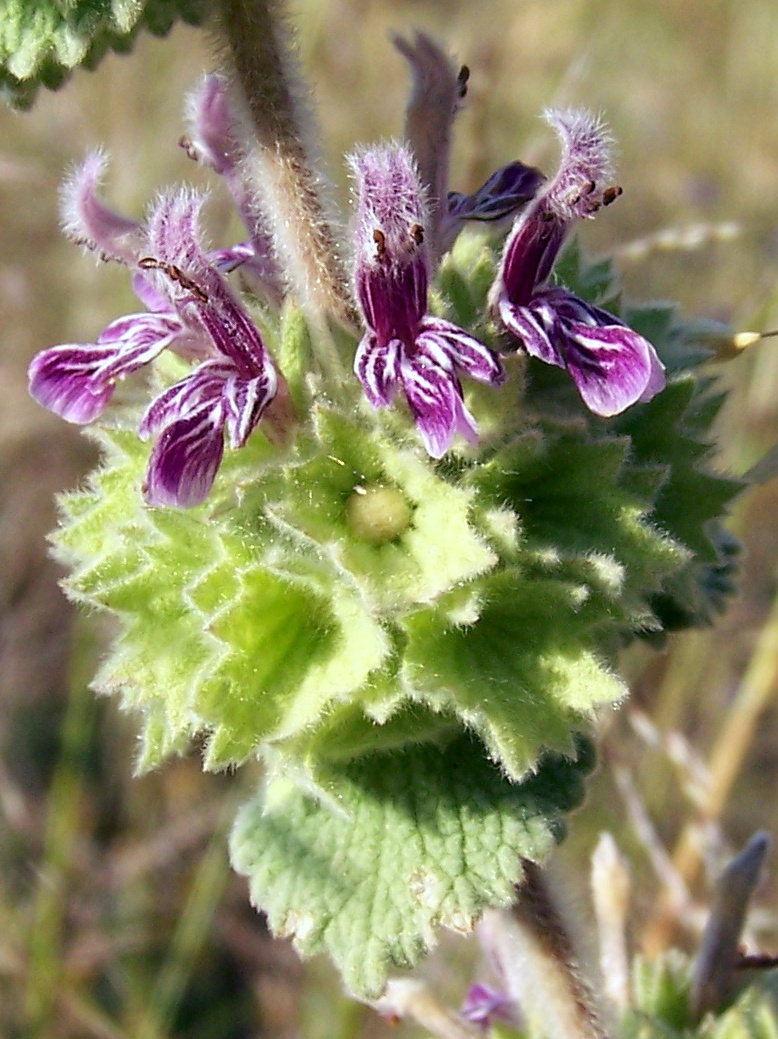
Detall d'un verticil.

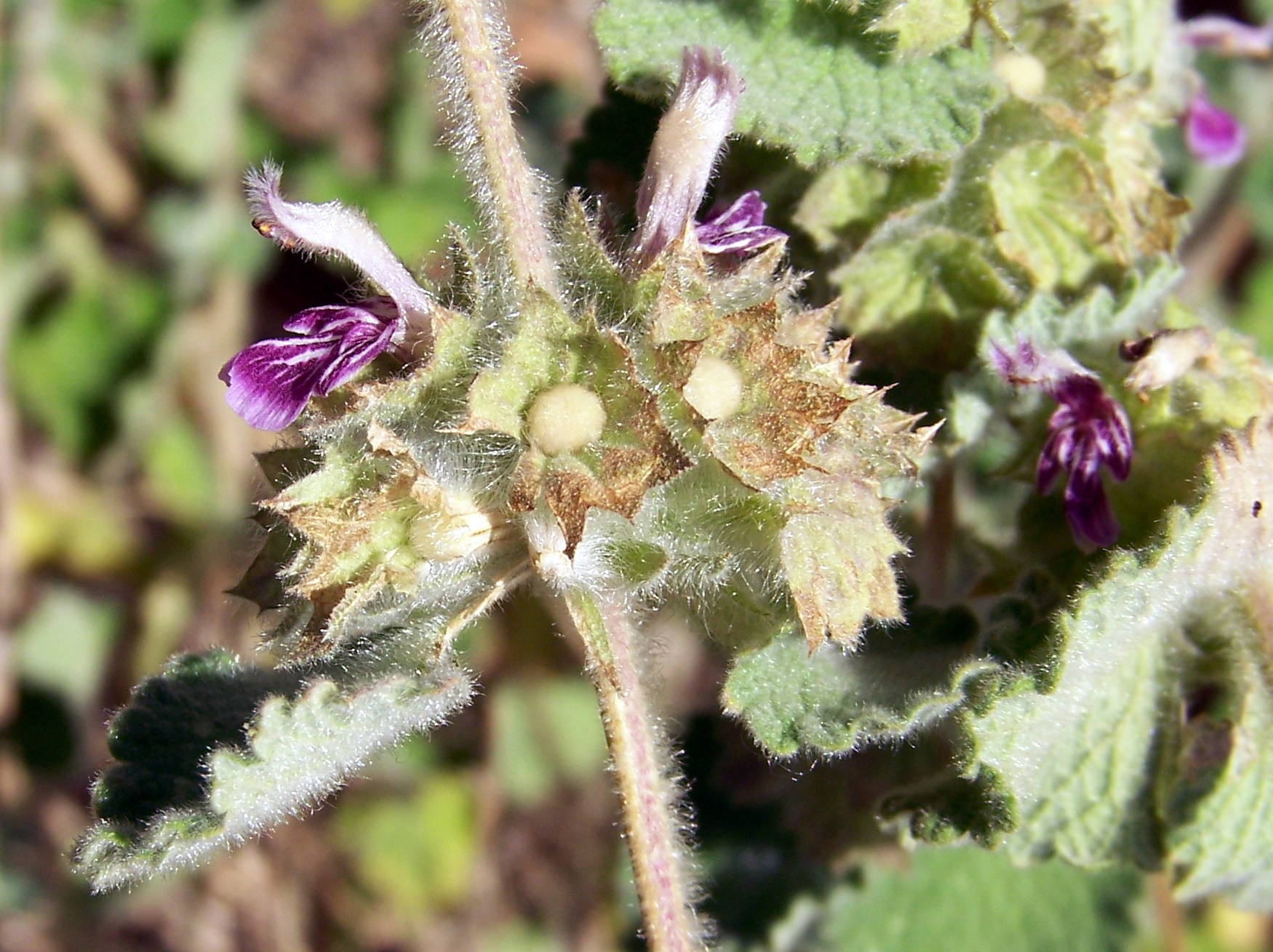
Verticil amb flors i fruits incipients.

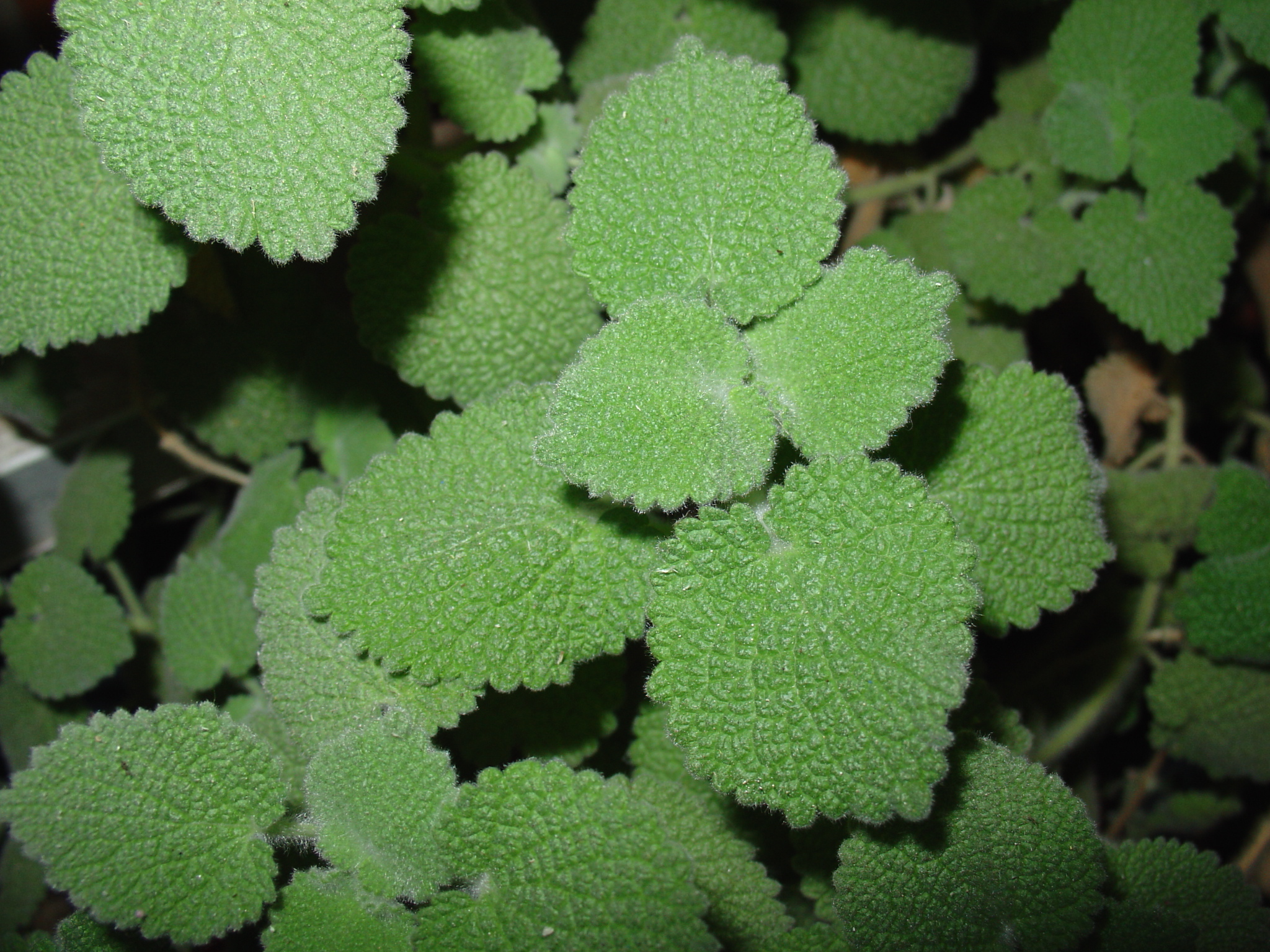
Aspecte de les fulles (feix superior).

Ballota hirsuta és una espècie de planta de la família de les Lamiàcies que es distribueix per Espanya i Àfrica boreal.

## Descripció
És una planta sufruticosa a la base, és a dir, la part basal és més llenyosa. És una planta ramificada i més o menys enfiladissa.
El port és herbaci, perenne i es tracta d'una planta de gran mida en general. Està coberta d'una pilositat que li confereix un color verd cendra molt característic d'aquesta planta. Les fulles són oposades i tenen forma de cor. Les flors estan agrupades en verticils densos i es poden diferenciar d'altres espècies del mateix gènere pel seu calze, que té 10 dents enfront del calze de 5 dents de Ballota nigra, per exemple.

## Distribució i hàbitat
És un matoll que es troba a matollars i pastures, a zones subhumides o semiàrides, incloses zones àrides i desèrtiques. Normalment es pot trobar en vores de camins, en vegetació feblement nitròfila de llocs secs i assolellats. Es distribueix pel Mediterrani occidental, en contrades mediterrànies seques i més o menys marítimes, per la costa de Llevant, també pel País Valencià en general, i a les Illes Balears de 0-800 m sobre el nivell del mar.

## Taxonomia
Ballota hirsuta va ser descrita per Bentham, George

### Etimologia
- Ballota: El nom del gènere (Ballota) deriva del grec, i es refereix a "els residus, es neguen": la referència al grec ho expressa tan subtilment --la ironia--: l'aversió dels éssers humans i animals a aquesta planta, precisament per fer mala olor, encara que és característic i fàcilment distingible.
- hirsuta: epítet llatí que fa referència al fet que la cobertura pilosa i aspra de la planta.